# 山口壮大
山口 壮大（やまぐち そうた、1982年 - ）は、日本のファッションディレクター、スタイリスト。愛知県常滑市出身。文化服装学院ファッション流通専門課程スタイリスト科卒業（第22期学院長賞を受賞）。和服など日本の伝統文化と、モードやストリートファッションなどのポップカルチャーを融合させたスタイルを提案している。
2020年東京オリンピックの表彰式で、フィールドキャスト（ボランティア）が着用する衣装をデザインした。

## 経歴
- 文化服装学院ファッション流通専門課程スタイリスト科卒業[1]。卒業時のコンペティションのテーマが「フォーマル」で、他の学生がほぼ全員スーツを制作する中、山口は和服と洋服を組み合わせた晴れ着を制作し[6]、第22期学院長賞を受賞した[1][6]。山口はのちに、学生時代のこの経験が原点になったと語っている[6]。
- 卒業後、下北沢のヴィンテージ古着ショップ「HAIGHT&ASHBURY」のメンズショップ「NORTH」に就職。その後「NORTH」の閉店を経て起業[6]、2006年（平成18年）、スタイリスト、ファッションディレクターとして活動開始[1]。下北沢に一軒家の提案型コンセプトショップ「ハウス@ミキリハッシン」を開業[7]。
- 2009年（平成21年）、「ハウス@ミキリハッシン」を原宿へ移転[7]。
- 2012年（平成24年）から2016年（平成28年）にかけて渋谷パルコに開設次世代型セレクトショップ「ぴゃるこ」のディレクターを務め、週末にはイベントスペース「ぱりゅこ」としても運営[8]。
- 2012年、新宿三丁目の路上オープンカフェ「新宿モア4番街[9]」にランウェイを設置して開催されたストリートファッションショー「SHINJYUKU STYLE COLLECTION」に、伊勢丹新宿店、ルミネ新宿、新宿マルイ、ビックロの4店舗が出展。山口は伊勢丹新宿店の日本の呉服にフィーチャーしたの「きものの新しい形」のスタイリングを手掛けた[10]。これを契機に、日本の伝統文化を現代のファッションへシームレスに繋げるための活動を開始。
- 2013年（平成25年）、日本橋三井ホールで開催された老舗呉服店によるファッションショー「きものサローネ」において、洋服の生地で誂えた着物と和風の洋服のミックスコーディネートを提案した[11]。
- 2013年から2016年まで、ファッション雑誌『EYESCREAM』に全30回の連載企画「ニューシティボーイ」を執筆[12]。
- 2014年（平成26年）と2015年（平成27年）、伊勢丹新宿店の「ISETAN YUKATA SELECTION」商品ディレクションとスタイリングを担当し、「yukataで着こなす、和洋スタイル」をテーマにモードやストリートファッションを採り入れた新しい浴衣のスタイルを提案[13]。東京の人気ブランドとコラボレートした浴衣が話題となる[14]。
- 2015年、日本の伝統工芸とテクノロジーを掛け合わせてものづくりの可能性を提案するプロジェクト「KORI-SHOW（凝り性）」を始動。フランスの5つ星ホテル「シャングリ・ラホテル パリ」、ドイツ・フランクフルトの国際展示会「Ambiente」などで展示を行う[15]。
- 2015年4月には、伊勢丹新宿店1階「ザ・ステージ」で開催されたKANSAI YAMAMOTOの展示「寛祭」のクリエイティブディレクションを担当。「日本の個性」をコンセプトとして、日本各地の風習や慣習、情景をファッションとして表現した[16]。
- 2015年10月28日、「ミキリハッシン」と「KORI-SHOW」の商品などを取り扱うオンラインショップ「ジャップ」を開設。[17]（同年10月中に閉鎖[要出典]）。
- 2016年（平成28年）、伊勢丹新宿店のショーウィンドウ展示のスタイリングを担当。ニューヨーク在住のストリートアーティストが描き下ろした作品を背景に、歌舞伎の世界観を和装と洋装のミックスファッションで表現した[18]。
- 2016年の渋谷パルコ建て替えに際し、ラストイベントのクリエイティブディレクションを担当。「Last Show」と題して「建て替えに抗議するデモ行進」に見立てたファッションショー「さよなら、またね。デモ」を行う[19]。出店テナントの商品をダンボールにプリントしてコラージュのようにスタイリングした。
- 2017年（平成29年）、伊勢丹新宿店と渋谷パルコの初コラボレーション企画「2037年トーキョーcollection TOKYO解放区×PARCO」のクリエイティブディレクションを担当。「2037年のファッションと都市」をテーマに、20年後の渋谷と新宿が融合した仮想空間を3DCGで構築し、専用アプリによるVR体験を提供した[20]。2037年の架空のトーキョーをVR空間で表現した世界観は、アメリカ・オースティンで開催されたSXSWでも高い評価を得る。
- 2017年8月、「ハウス@ミキリハッシン」を原宿から表参道へ移転[7]。
- 2017年〜2019年（平成31年/令和元年）、新海誠の監督デビュー15周年を記念して国立新美術館で開催された「新海誠展」の展示デザインを担当。展示物のレイアウトや展示に用いる造作物をデザインした[21]。
- 2019年の春に公募が行われた2020年東京オリンピックの表彰式ボランティアの衣装デザインに応募[3]。
- 2020年（令和2年）、プロジェクト「KORI-SHOW」を再始動[15]。
- 2021年（令和3年）6月3日、東京オリンピック・パラリンピック競技大会組織委員会が表彰式の衣装などの詳細を発表[4][5]。500人以上が参加するボランティアが着用する衣装は、和装と洋裁の技術を融合し、盛夏に屋外で行われる大会に対応して涼しさを重視したデザインとし、着用者がワンピースとパンツの2タイプから選択できる[22][23]。足元は足袋のデザインを採り入れながら、サーフィンなど砂浜で開催される競技での歩きやすさを重視した留め具付きサンダルタイプとした[3]。衣装の縫製は岩手県花巻市の工場が担当[3]。